# Oenopota cinerea
Oenopota cinerea é uma espécie de gastrópode do gênero Oenopota, pertencente a família Mangeliidae.